# Fustat
Fustat (en árabe: الفسطاط), también conocida como Fostat, Al Fustat, Misr Al-Fustat y Fustat-Misr, fue una antigua ciudad egipcia cuyos restos forman hoy parte de la zona vieja de El Cairo. 
Construida por el general Amr ibn al-As inmediatamente después de la conquista árabe de Egipto en el año 634, fue la primera capital de Egipto bajo el control de los árabes. Su principal edificio fue la Mezquita de Amr, la primera erigida no solo en Egipto, sino en toda África.
La ciudad alcanzó su esplendor en el siglo XII, cuando contaba aproximadamente con una población de 200.000 habitantes. Fustat era el centro del poder administrativo en Egipto, hasta que su propio visir, Shawar, ordenó que la ciudad fuera quemada en el año 1168, para que los cruzados no disfrutaran de sus riquezas. Los restos de Fustat fueron absorbidos por la cercana El Cairo, que había sido construida al norte de Fustat, en el año 969, cuando los fatimíes conquistaron la región y crearon una nueva ciudad como un recinto real para el Califa. Desde entonces el área de Fustat se fue degradando y se usó como vertedero.
Ahora Fustat forma parte de El Cairo antiguo con pocos edificios de la antigua capital que permanecen en pie, aunque muchos arqueólogos han hecho excavaciones en el área. Muchos de los objetos antiguos que fueron encontrados son expuestos en el Museo de arte islámico de El Cairo.

## Capital de Egipto
Fustat fue la capital de Egipto durante aproximadamente 500 años. Después de la fundación de la ciudad en el año 641, su autoridad fue ininterrumpida hasta 750, cuando la dinastía abasí se rebeló contra la dinastía de los Omeyas. Este conflicto no se desarrolló en Egipto, sino en otra parte en el mundo árabe, pero cuando los abasíes consiguieron el poder, trasladaron varias capitales a áreas que les fueran más controlables. La capital de su califato fue trasladada de Damasco a Bagdad, y en Egipto, trasladaron la capital de Fustat a la ciudad de Al-Askar, situada ligeramente más al norte. Dicha ciudad fue capital desde el año 750 hasta el año 868, cuando se produjo otro cambio de poder, y la capital fue trasladada durante un corto período a otra ciudad más al norte, Al-Qatta'i. Esta situación tan sólo duró hasta el año 905, cuando dicha ciudad fue destruida y la capitalidad regresó a Fustat, donde permaneció hasta que su propio visir, Shawar, ordenó quemar la ciudad en el año 1168, después de lo cual la capital se trasladó a El Cairo.

## Historia

### Comienzos
Durante miles de años, la capital de Egipto fue trasladada a diversas ciudades situadas a lo largo del Nilo, las cuales eran la sede del poder, como Tebas y Menfis. Después de que Alejandro Magno conquistara Egipto alrededor del año 331 a. C., la capitalidad de Egipto fue a parar a la ciudad que llevaba su nombre, Alejandría, situada a orillas del Mediterráneo. Esta situación permaneció estable durante casi un milenio, hasta que el ejército del califa árabe Umar ibn al-Jattab conquistó la región en el siglo VII, poco después de la muerte de Mahoma. Cuando Alejandría fue conquistada en septiembre de 641, apareció la necesidad de una nueva capital, pero el califa Umar decretó que Alejandría no podía ocupar ese título ya que la ciudad estaba situada en el lado occidental del delta del Nilo, y Umar no quería que un curso de agua separase de Arabia su nueva capital. Así que Amr ibn al-As, el jefe del victorioso ejército, fundó un amsar como nueva capital en la orilla este del río.

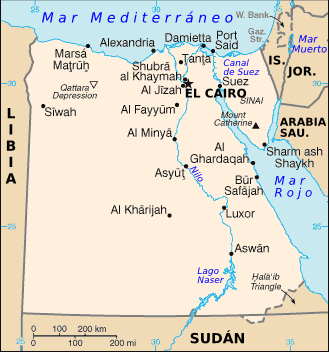
Alejandría está situada en la parte noroccidental del delta del Nilo. Fustat (no aparece en este mapa) estaba en la orilla este del Nilo, justo al sur de la actual ciudad de El Cairo, al sur del delta del Nilo.

El nombre de la ciudad proviene de la palabra árabe Fustat (فسطاط), que quiere decir «tienda», o quizá de la deformación del griego fosaton, foso. Según la tradición, la ubicación de Fustat fue escogida por un pájaro: una paloma puso un huevo en la tienda de Amr ibn al-As, el conquistador musulmán de Egipto, justo antes de que marchara sobre Alejandría. Su campamento se encontraba en aquellos momentos justo al norte de la fortaleza romana de Babilonia. Amr declaró sagrado el sitio donde la paloma había puesto el huevo, y cuando volvió victorioso de la batalla, ordenó a sus soldados instalar sus tiendas alrededor de dicho lugar, dando a su nueva capital el nombre de «Ciudad de las tiendas», Misr Al-Fustat. La primera mezquita islámica de Egipto, la Mezquita de Amr, fue construida posteriormente sobre el mismo sitio que la tienda del comandante, en el año 642, y el nombre Misr se convirtió en el nombre árabe de Egipto.
Los primeros habitantes de la ciudad eran casi en su totalidad los soldados y sus familias, y la organización de la ciudad era similar a la de una guarnición: Amr quería que Fustat ejerciera como base para conquistar el resto de África del Norte, así como para lanzar, más tarde, campañas militares contra Bizancio. Fustat dejó de ser la base para organizar la extensión árabe en África cuando se fundó Kairuán, situada en Túnez, en el año 670.
Fustat se dividió en una serie de áreas tribales, jittas, de las que había entre treinta y cuarenta, situadas alrededor de la mezquita central y de los edificios administrativos. La mayoría de los colonos vinieron a la ciudad desde Yemen, con otro grupo procedente del oeste de Arabia, además de algunos judíos y mercenarios romanos. El árabe era generalmente el idioma más usado en Egipto, además de ser la lengua usada para la comunicación escrita, aunque el copto todavía se hablaba en Fustat en el siglo VIII. De trazado caótico, ocupaba casi cinco kilómetros de norte a sur y uno de este a oeste. Amplias parcelas de la ciudad, no obstante, no estaban edificadas.
Fustat fue el centro de poder de Egipto durante la dinastía de los Omeyas, que comenzó con el mandato de Muawiyah I, y que dominó el califato islámico desde el año 660 hasta 750. Egipto era considerada una de las regiones más poderosas, y fue dirigida por los gobernadores que fueron designados por parte de las grandes ciudades musulmanas: Damasco, Medina y Bagdad. Fustat todavía era una gran ciudad en el siglo IX, aunque tenía una población de aproximadamente 120.000 habitantes. Pero cuando el general fatimí Chauhar conquistó la región, comenzó una nueva era, en la cual Egipto era el centro de poder. Chauhar fundó una nueva ciudad, justo al norte de Fustat, el 8 de agosto de 969, y la llamó Al Qahira (El Cairo), y en el año 971, el califa fatimí Ma'ad al-Muizz Li-Dinillah trasladó su corte desde al-Mansuriya, situada en Túnez, a la nueva ciudad fundada por Chauhar. Pero El Cairo no fue concebido como un centro de gobierno; en un principio fue el recinto real para el Califa y su corte, y la residencia del ejército, mientras que Fustat seguía siendo la capital en términos de poder económico y administrativo. La ciudad prosperó y creció, y en 987, el geógrafo Ibn Hawqal escribió que Fustat abarcaba aproximadamente un tercio del tamaño de Bagdad. En 1168, la ciudad tenía una población de doscientos mil habitantes.

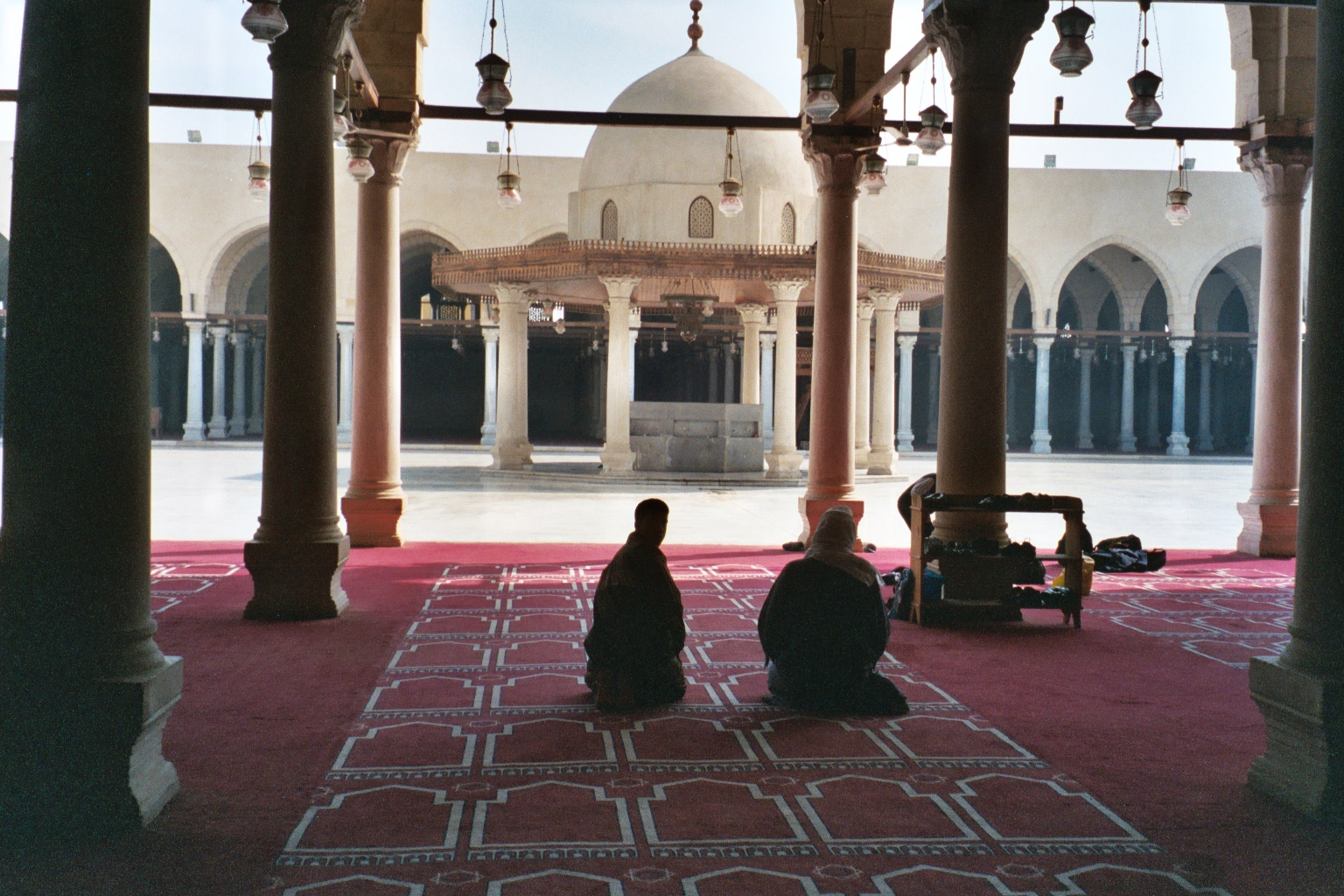
Imagen de la Mezquita de Amr. Aunque no hay restos de la estructura original del templo, esta mezquita fue la primera que se construyó en Egipto, y se ubicó en el lugar en el que estuvo la tienda del comandante Amr ibn al-As, a partir de la cual la ciudad de Fustat fue construida.

La ciudad era conocida por su prosperidad, sus calles protegidas del sol, sus jardines y sus mercados. Se decía que algunas de las casas eran de hasta siete pisos y que podían acomodar a cientos de personas. El viajero persa Nasir-i-Khusron, describió las exóticas y hermosas mercancías de los mercados de Fustat: cerámica iridiscente, cristal y una gran cantidad y variedad de frutas y flores, incluso durante los meses de invierno. De 975 a 1075, Fustat fue un gran centro de producción de arte islámico y cerámica, y una de las ciudades con más riqueza del mundo. Un informe citaba que Fustat pagaba unos impuestos equivalentes a 150.000 dólares estadounidenses por día a la administración del califa Mo'ezz. Excavaciones arqueológicas realizadas en Fustat durante los últimos tiempos han encontrado objetos procedentes de lugares tan distantes como España, China o Vietnam. Las excavaciones también han revelado intrincadas casas y planos de calles; una vivienda básica consistía en diversos cuartos construidos alrededor de un patio central, con una arcada de arcos elevada sobre un lado del patio a modo de entrada principal.

### Declive y destrucción
A mediados de los años 1100, el adolescente Al-Adid era el califa de Egipto, pero su estancia en el trono era esencialmente ceremonial, pues quien de verdad ostentaba el poder en Egipto era el visir Shawar. Éste había estado implicado en la política durante años, trabajando para rechazar los avances tanto de los cruzados cristianos, como de las fuerzas del califa sirio Nur al-Din. Shawar manejó a estos ejércitos constantemente, cambiando de alianza entre ambos, enfrentándolos los unos contra los otros, y manteniéndolos a raya de modo que ningún ejército pudiera atacar Egipto sin ser bloqueado por el otro.
Sin embargo, en el año 1168, el rey cristiano Amalarico I de Jerusalén, quien había estado planeando durante años lanzar un victorioso ataque sobre Egipto para ampliar los territorios de los cruzados, decidió marchar hacia Egipto. Él y su ejército entraron en la región, y saquearon la ciudad de Bilbeis, matando a casi todos sus habitantes, y luego siguieron hacia Fustat. Amalarico y sus tropas acamparon justo al sur de la ciudad, y luego enviaron un mensaje al joven califa egipcio Al-Adid, que entonces tenía 18 años, que rezaba que, o rendía la ciudad, o esta sufriría el mismo destino que Bilbeis.
Viendo que el ataque de Amalarico era inminente, Shawar ordenó quemar la ciudad de Fustat, para guardarla de las manos de Amalarico (1171). Según el historiador egipcio Al-Maqrizi (1346-1442):

Shawar ordenó que Fustat fuera evacuada. Obligó [a los ciudadanos] a dejar su dinero y propiedades detrás y escapar para salvar sus vidas y las de sus hijos. Con el pánico y el caos del éxodo, la muchedumbre que escapaba parecía un ejército de fantasmas.... Algunos tomaban refugio en las mezquitas y los baños públicos ... mientras esperaban un ataque cristiano similar al que sufrió Bilbeis. Shawar envió 20.000 tarros de nafta y 10.000 aparatos de encendido y los distribuyó por toda la ciudad. Las llamas y el humo inundaron la ciudad y se elevaron hacia el cielo formando una escena aterradora. Las llamas ardieron durante 54 días.

Después de la destrucción de Fustat, las fuerzas sirias acudieron al lugar y vencieron a las fuerzas de Amalarico. A partir de entonces, sin los cristianos como obstáculo, los sirios fueron capaces de conquistar Egipto. Shawar, de poca confianza para ellos, fue matado, y el reinado de los fatimíes llegó a su fin. El general sirio Shirkuh se hizo con el poder, pero murió pocos meses más tarde debido a una enfermedad, por lo que su sobrino Saladino se convirtió en el visir de Egipto el 2 de marzo de 1169, iniciando la dinastía ayubí.
Como Fustat no era más que un suburbio degradado, el centro de gobierno se mudó permanentemente al cercano El Cairo. Saladino, más tarde, intentó unir El Cairo y Fustat en una ciudad rodeada por grandes murallas, aunque el proyecto no se consumó.
Cuando los mamelucos controlaron el poder desde los años 1200 a los años 1500, el área de Fustat fue usada como un vertedero, aunque ésta tuviera todavía una gran población. Se siguió acumulando basura durante cientos de años, y la población disminuyó gradualmente, dejando la que una vez llegó a ser la ciudad más próspera de Egipto como una tierra baldía.

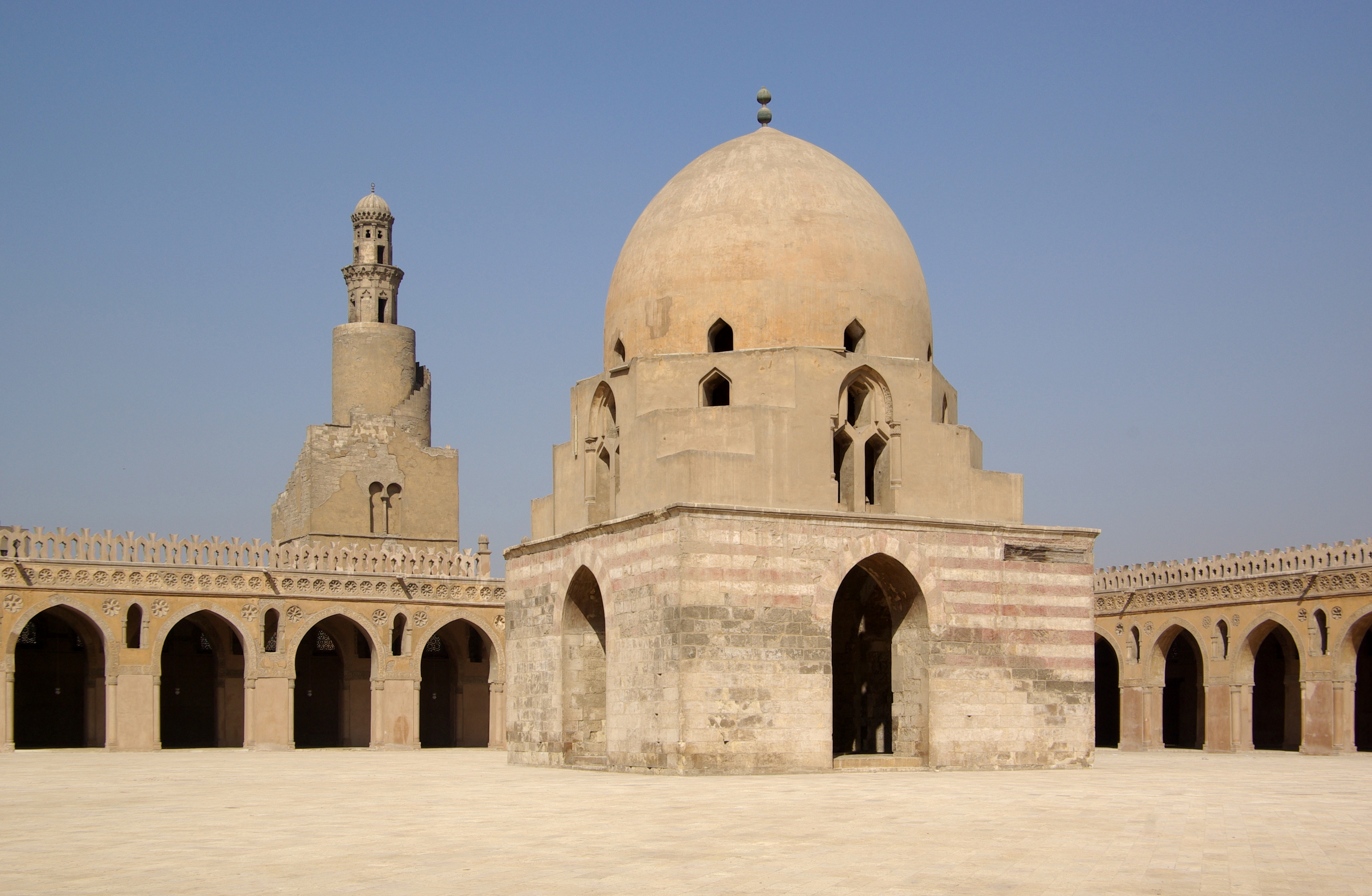
La Mezquita de Ibn Tulun, la única estructura que sobrevive de Al-Qatta'i.

### Fustat actual
En al actualidad, todavía persisten pequeños signos del resplandor de la vieja ciudad. Tres capitales de Egipto, Fustat, Al-Askar y Al-Qatta'i, fueron absorbidas por la creciente ciudad de El Cairo. Algunos antiguos edificios todavía permanecen en pie en la zona conocida como El Cairo antiguo, pero la mayor parte de ellos se han derrumbado, están en mal estado, han crecido demasiados hierbajos en ellos o han sido usados como vertederos.
El edificio más viejo que queda en dicha zona es probablemente la Mezquita de Ibn Tulun, del siglo IX, que fue construida cuando la capital era Al-Qatta'i. La primera mezquita alguna vez construida en Egipto (y por la extensión, la primera mezquita construida en África), la Mezquita de Amr, todavía sigue siendo usada, pero ha sido reconstruida muchas veces a lo largo de varios siglos, y no permanece ninguna parte de la estructura original.
Se cree que las posibles excavaciones arqueológicas podrían encontrar importantes restos, ya que hay que tener en cuenta que los antiguos restos de la ciudad se siguen conservando bajo cientos de años de basura. Se han realizado algunas excavaciones arqueológicas, ya que los caminos de calles son todavía visibles, y algunos edificios han sido parcialmente reconstruidos, pero la zona es bastante peligrosa debido a los suburbios que se encuentran cerca de ella. Sin embargo, algunos de los artefactos que han sido recuperados hasta ahora, pueden ser vistos en el Museo de arte islámico de El Cairo.